# Neuville-St. Remy Churchyard
Neuville-St. Remy Churchyard is een Britse militaire begraafplaats gelegen in de Franse plaats Neuville-Saint-Rémy (Noorderdepartement). De begraafplaats wordt onderhouden door de Commonwealth War Graves Commission.
De begraafplaats telt 2 geïdentificeerde Gemenebest graven uit de Eerste Wereldoorlog.